# Philip Roth
Philip Roth (Newark, New Jersey, 1933. március 19. – Manhattan, New York, 2018. május 22.) amerikai író. Legismertebb művei az 1959-es Isten veled, Columbus, az 1969-ben megjelent A Portnoy-kór és az 1990-es évek végén írott „amerikai trilógiája”, amelynek első kötetével, az Amerikai pasztorállal (1997) Pulitzer-díjat is nyert.

## Élete
Roth Weequahicben, Newark egyik kerületében nőtt föl. Nagyszülei Galíciából kivándorolt zsidók voltak, szülei már az Egyesült Államokban születtek, Roth a második gyerekük volt. 1950-ben érettségizett a Weequahic Középiskolában. Egyetemi tanulmányait a Bucknell Egyetemen kezdte meg, majd a Chicagói Egyetemen folytatta, ahol angol irodalomból szerzett MA fokozatú diplomát (1955). Ezek után kreatív írást tanított az Iowai Egyetemen és a Princetoni Egyetemen. Később a Pennsylvaniai Egyetemen oktatott összehasonlító irodalmat 1992-es nyugdíjba vonulásáig.
Chicagói évei során ismerte meg Saul Bellow amerikai írót és saját első feleségét, Margaret Martinsont, akivel 1963-tól már nem éltek együtt (házasságuk hivatalosan csak neje 1968-as, autóbalesetben bekövetkezett halálával ért véget), tönkrement házasságuk erősen rányomta a bélyegét Roth életművére. Margaret alakja elsősorban Roth számos regényének női alakjaiban ismerhető fel, például Maureen Tarnopol alakjában a My Life As a Man vagy Mary Jeen Reed („Maki”) alakjában A Portnoy-kór („Portnoy's Complaint”) című műben.
Egyetemi tanulmányai elvégzése után két évet az amerikai hadsereg kötelékeiben szolgált. Első könyvének 1959-es megjelenése előtt rövidprózát és bírálatokat közölt különböző folyóiratokban, a The New Republicba filmkritikákat is írt. Első könyve, az Isten veled, Kolumbusz („Goodbye, Columbus”) című elbeszéléskötete 1960-ban elnyerte a tekintélyes Nemzeti Könyvdíjat (National Book Award). Ezt követően alkotta meg két terjedelmes regényét, Letting Go és Pedig milyen jó kislány volt („When She Was Good”) címmel. Széles körű szakmai- és közönségsikert azonban csak harmadik könyve, A Portnoy-kór 1969-es megjelenése után ért el.
Az 1970-es évek során Roth különböző műfajokkal kísérletezett, a politikai szatírától kezdve – mint amilyen A mi bandánk („Our Gang”) című pamfletje – a kafkai fikcióig (The Breast). Az évtized végére mindazonáltal megalkotta írói alteregója, Nathan Zuckerman alakját. 1979 és 1986 között keletkezett regényeinek – amelyet Zuckerman Bound-tetralógiának is neveznek –, majd később az „amerikai trilógiának” is, Zuckerman a főszereplője vagy a narrátora lett.
Műveinek egyes szakértői Roth írói aranykorát a Shylock-hadművelet („Operation Shylock”) című regényének megjelenésétől (1993) számítják. Roth a Sabbath színháza („Sabbath's Theater”) című regényében az öregedő és kegyvesztetté vált egykori színházi ember, Mickey Sabbath személyében eddigi legkéjsóvárabb szereplőjét alkotta meg. Az „amerikai trilógia” (vagy más néven „második Zuckerman-trilógia”) első részében, az Amerikai pasztorál („American Pastoral”) című regényének főhőse, Swede Levov ezzel tökéletes ellentétben egy erényes newarki sztársportoló, akinek élete akkor torkollik tragédiába, amikor kamaszlánya az 1960-as években terroristává válik. A trilógia második kötete, a Kommunistához mentem feleségül („I Married a Communist”) a mccarthyzmus idején játszódik, a harmadik kötet, A szégyenfolt („The Human Stain”) pedig az 1990-es évek Amerikájának kisebbségpolitikáját veszi górcső alá. A haldokló állat („The Dying Animal”) egy rövid regény a szerelemről és a halálról, amelyben visszatér Roth hetvenes évekbeli regényeinek főhőse, David Kepesh.
2004 elején az amerikai Philip Roth Társaság (Philip Roth Society) bejelentette a Philip Roth Studies című folyóirat megalakítását; az első számuk 2005 tavaszán jelent meg. Az évente megjelenő Studies in American Jewish Literature (Tanulmányok az amerikai zsidó irodalomról) című antológia 2004-es kiadását teljes egészében Roth legutóbbi műveinek szentelte.
2004-ben jelent meg Összeesküvés Amerika ellen (Plot against America) című utópisztikus regénye, amelyben Charles Lindbergh nimbuszát igyekszik lerombolni. 2018-ban az HBO tévéfilmsorozatot készített belőle.
Roth magánéletének eseményei időnként a média kereszttüzébe kerültek. Álvallomásos regénye, A Shylock-hadművelet alapján sokan arra következtettek, hogy Roth az 1980-as évek végén idegösszeomlást szenvedett el. 1990-ben feleségül vette Claire Bloom angol színésznőt, akivel már hosszú ideje együtt élt. Miután 1994-ben elváltak, Bloom 1996-ban megjelentette emlékiratait Leaving a Doll's House („A babaház elhagyása”) címmel, amely részletesen beszámolt kettejük házasságáról, nem mindig kedvező fényben tüntetve fel saját magát.
Akárki („Everyman”) című regénye, amelyben a betegségről, a vágyakozásról és a halálról elmélkedik, 2006 májusában jelent meg.
Szellem el („Exit Ghost”) című regénye, amelynek elbeszélője újra Nathan Zuckerman, 2007 októberében jelent meg. A könyv kiadójának elmondása szerint ez az utolsó olyan regény, amelyben Zuckerman szerepel.
Írói tevékenységét Philip Roth három kisregénnyel zárta le: a 2008-as Düh („Indignation”), a 2009-es Kiégés („The Humbling”) és a 2010-es Nemezis („Nemesis”) egy-egy modern kori sorstragédia.
A Nemezis befejezése után az író eldöntötte, hogy nem ír többet, s ezután haláláig, 2018 májusáig már csak olvasott.

## Kitüntetései
Philip Roth vitathatatlanul korunk egyik legünnepeltebb amerikai írója volt. Két műve is elnyerte a Nemzeti Könyvdíjat (National Book Award), és további kettő bekerült a díj döntőjébe. Ezen kívül – az amerikai irodalomban egyedüliként – háromszor részesült a PEN Club Faulkner-díjában (A Shylock-hadművelet, A szégyenfolt és az Everyman című regényeiért), 1997-es regénye, az Amerikai pasztorál pedig elnyerte a Pulitzer-díjat. A szégyenfolt 2001-ben az év legjobb könyvének járó angol W. H. Smith Irodalmi Díjat (WH Smith Literary Award) is megkapta. 2002-ben az Amerikai Könyv Alapítvány (National Book Foundation) kitüntetésével jutalmazták az amerikai irodalom területén nyújtott kiváló munkásságáért. Harold Bloom irodalomkritikus – Thomas Pynchon, Don DeLillo és Cormac McCarthy mellett – az egyik legnagyobb élő amerikai írónak nevezte. Összeesküvés Amerika ellen („The Plot Against America”) című regénye – amelyben azt képzeli el, mi történt volna, ha az Egyesült Államokban a második világháború kitörése előtt véletlenül egy nácibarát elnök került volna hatalomra – az alternatív történelemírásért járó Sidewise-díjban (Sidewise Award for Alternate History) részesült, valamint elnyerte az Amerikai Történészek Társaságának (Society of American Historians') kitüntetését, csakúgy, mint – immár másodjára – az angol W. H. Smith-díjat. Szülővárosa elismeréseként 2005 októberében Sharpe James akkori newarki polgármester leleplezte Philip Roth utcanévtábláját a Summit és a Keer sugárút sarkán, ahol Roth gyerekkora nagy részét leélte – és amelyet az Összeesküvés Amerika ellen című könyvében is megörökített –, Roth gyerekkori házának falán pedig emléktáblát helyeztek el. 2006 májusában megkapta a PEN Club Nabokov-díját. 2007 áprilisában a PEN Club idén alapított Saul Bellow-díjával tüntették ki.
2006. május 21-én a The New York Times Book Review megjelentette azoknak a könyveknek a listáját, amelyeket "több száz elismert író, kritikus, szerkesztő és más irodalmár az elmúlt huszonöt év legeslegjobb amerikai irodalmi művének tartott". A 22 megnevezett könyvből hat Philip Roth munkája volt: az Amerikai pasztorál, Az ellenélet („The Counterlife”), A Shylock-hadművelet, a Sabbath színháza, A szégyenfolt és az Összeesküvés Amerika ellen. A. O. Scott tanulmánya, amelyet a lap a közzétett lista mellett jelentetett meg, leszögezi, hogy ha „nekünk kellett volna válaszolnunk arra a kérdésre, hogy ki az elmúlt huszonöt év legjobb amerikai prózaírója, Philip Roth nyert volna”.

## Művei
- 1959 Goodbye, Columbus (magyarul: „Isten veled, Columbus”, 2019; Nemes Anna fordítása) ISBN 978-615-59-1529-1
- 1962 Letting Go (magyarul: „Engedd el”, 2021; Nemes Anna fordítása) ISBN 978-615-59-5526-6
- 1967 When She Was Good (magyarul: „Pedig milyen jó kislány volt”, 1973; Takács Ferenc fordítása)
- 1969 Portnoy's Complaint (magyarul: „A Portnoy-kór”, 1991; Nemes Anna fordítása) ISBN 963-07-7508-5
- 1971 Our Gang (magyarul: „A mi bandánk”, 1972; Bart István fordítása)
- 1972 The Breast
- 1973 The Great American Novel
- 1974 My Life As a Man (magyarul „Divatos házasság” címmel a Nagyvilág című világirodalmi folyóirat 1974. júliusi számában jelent meg belőle részlet Vajda Miklós fordításában)
- 1975 Reading Myself and Others
- 1977 The Professor of Desire (magyarul "A vágy professzora" címmel közölt részletet belőle a Nagyvilág 1978. augusztusi száma, Ungvári Tamás fordításában)
- 1979 The Ghost Writer (magyarul: „A szellem árnyékában”, először a Nagyvilág folyóirat 1980. szeptemberi és októberi számában, majd könyv alakban 1983-ban; Balabán Péter fordítása) ISBN 963-07-2962-8
- 1980 A Philip Roth Reader (ed. Martin Green)
- 1981 Zuckerman Unbound (magyarul: „A megszabadított Zuckerman”, 1988; Nemes Anna fordítása) ISBN 963-07-4835-5
- 1983 The Anatomy Lesson (magyarul: „Anatómialecke”, 1992; Nemes Anna fordítása) ISBN 963-07-5431-2
- 1985 Zuckerman Bound (a The Ghost Writer, a Zuckerman Unbound, a The Anatomy Lesson, és epilógusként a The Prague Orgy egy kötetben; magyarul: „Zuckerman – Trilógia és epilógus”, 2007, Balabán Péter és Nemes Anna fordítása) ISBN 978-963-07-8401-6
- 1985 The Prague Orgy (Angliában önálló kötetben jelent meg; magyarul „Prágai orgia – Zuckerman jegyzetfüzeteiből” címen a Nagyvilág című világirodalmi folyóirat 1990. szeptemberi számában jelent meg Tömöry Anna fordításában)
- 1986 The Counterlife (magyarul „Bázel” címen a Nagyvilág című világirodalmi folyóirat 1987. októberi számában jelent meg belőle részlet Nemes Anna fordításában); magyarul: "Ellenélet"; 2014; Nemes Anna fordítása) ISBN 978-963-07-9593-7
- 1988 The Facts (magyarul: „A tények”, 1993; Szűr-Szabó Katalin fordítása) ISBN 963-07-5585-8
- 1990 Deception
- 1991 Patrimony: A True Story (magyarul: „Apai örökség”, 2018; Nemes Anna fordítása) ISBN 978-963-47-9081-5
- 1993 Operation Shylock (magyarul: „A Shylock-hadművelet”, 1995; Mészáros György fordítása) ISBN 963-208-352-0
- 1995 Sabbath's Theater (magyarul: „Sabbath színháza”, 1998; Sóvágó Katalin fordítása)
- 1997 American Pastoral (magyarul: „Amerikai pasztorál”, 1999; Sóvágó Katalin fordítása) ISBN 963-07-6519-5
- 1998 I Married a Communist (magyarul: „Kommunistához mentem feleségül”, 2000; Sóvágó Katalin fordítása) ISBN 963-07-6724-4
- 2000 The Human Stain (magyarul: „A szégyenfolt”, 2003; Sóvágó Katalin fordítása) ISBN 963-07-7292-2
- 2001 The Dying Animal (magyarul: „A haldokló állat”, 2003; Sóvágó Katalin fordítása) ISBN 963-07-7480-1
- 2001 Shop Talk (Philip Roth beszélgetései írókkal, ill. esszéi írókról)
- 2004 The Plot Against America (magyarul: „Összeesküvés Amerika ellen”, 2006; Sóvágó Katalin fordítása) ISBN 963-07-8167-0
- 2006 Everyman (magyarul: „Akárki”, 2007; Sóvágó Katalin fordítása) ISBN 978-963-07-8282-1
- 2007 Exit Ghost (magyarul: „Szellem el”; 2009; Nemes Anna fordítása) ISBN 978-963-07-8726-0
- 2008 Indignation (magyarul: „Düh”; 2009; Nemes Anna fordítása) ISBN 978-963-07-8834-2
- 2009 The Humbling (magyarul: „Kiégés”; 2010; Nemes Anna fordítása) ISBN 978-963-07-9025-3
- 2010 Nemesis (magyarul: "Nemezis"; 2011; Nemes Anna fordítása) ISBN 978-963-07-9241-7

Az életmű felsorolásának forrásai: Biográf Ki kicsoda 2004. (Hermann Péter szerk., Budapest, 2003), a Szombat című folyóirat Philip Roth-száma (1994/6), és a Library of America összkiadásának kronológiája.
A Library of America összkiadásának kötetei:
- Novels and Stories 1959-1962: Goodbye, Columbus and Five Short Stories; Letting Go. New York, 2005. ISBN 1-931082-79-0
- Novels 1967-1972: When She Was Good; Portnoy's Complaint; Our Gang; The Breast. New York, 2005. ISBN 1-931082-80-4
- Novels 1973-1977: The Great American Novel; My Life as a Man; The Professor of Desire. New York, 2006. ISBN 1-931082-96-0
- Zuckerman Bound: A Trilogy and Epilogue 1979-1985: The Ghost Writer; Zuckerman Unbound; The Anatomy Lesson; The Prague Orgy. New York, 2007. ISBN 1-59853-011-9
- Novels and Other Narratives 1986-1991: The Counterlife; The Facts; Deception; Patrimony. New York, 2008. ISBN 1-59853-030-5
- Novels 1993-1995: Operation Shylock; Sabbath's Theater. New York, 2010. ISBN 1-59853-078-X
- The American Trilogy 1997-2000: American Pastoral; I Married a Communist; The Human Stain. New York, 2011. ISBN 1-59853-103-4
- Novels 2001-2007: The Dying Animal; The Plot Against America; Exit Ghost. New York, 2013. ISBN 1-59853-198-0
- Nemeses: Everyman; Indignation; The Humbling; Nemesis. New York, 2013. ISBN 1-59853-199-9
- Why Write: Collected Nonfiction 1960-2013. New York, 2017. ISBN 1-59853-540-4

### Irodalma
- Harold Bloom (ed.), Gabe Welsch (ed.): Philip Roth (Bloom's Modern Critical Views), 2003. (ISBN 0-7910-7446-3)
- Harold Bloom (ed.), Gabe Welsch (ed.): Philip Roth's Portnoy's Complaint (Bloom's Modern Critical Interpretations), 2003. (ISBN 0-7910-7582-6)
- Alan Cooper: Philip Roth and the Jews (SUNY Series in Modern Jewish Literature and Culture), 1996. (ISBN 0-7914-2910-5)
- Till Kinzel: Die Tragödie und Komödie des amerikanischen Lebens. Eine Studie zu Zuckermans Amerika in Philip Roths Amerika-Trilogie (American Studies Monograph Series), Heidelberg, 2006. (ISBN 3-8253-5223-4)
- S. Milowitz: Philip Roth Considered: The Concentrationary Universe of the American Writer, 2000. (ISBN 0-8153-3957-7)
- Derek Parker Royal: Philip Roth: New Perspectives on an American Author, 2005. (ISBN 0-275-98363-3)
- Elaine B. Safer: Mocking the Age: The Later Novels of Philip Roth (SUNY Series in Modern Jewish Literature and Culture), 2006. (ISBN 0-7914-6709-0)
- Debra B. Shostak: Philip Roth-Countertexts, Counterlives, 2004. (ISBN 1-57003-542-3)
- Wiebke-Maria Wöltje: My finger on the pulse of the nation. Intellektuelle Protagonisten im Romanwerk Philip Roths (Mosaic, 26), Trier, 2006. (ISBN 3-88476-827-1)

## Magyarul
- A mi bandánk. Pamflet; ford. Bart István; Magvető, Bp., 1972
- Pedig milyen jó kislány volt. Regény; ford. Takács Ferenc; Európa, Bp., 1973 (Európa zsebkönyvek)
- A szellem árnyékában. Regény; ford. Balabán Péter; Európa, Bp., 1983 (Európa zsebkönyvek)
- A megszabadított Zuckerman. Regény; ford. Nemes Anna; Európa, Bp., 1988 (Modern könyvtár)
- A Portnoy-kór; ford. Nemes Anna; Európa, Bp., 1991
- Anatómialecke; ford. Nemes Anna; Európa, Bp., 1992
- A tények . Egy regényíró önéletrajza; ford. Szűr-Szabó Katalin; Európa, Bp., 1993
- A Shylock-hadművelet. "Vallomás"; ford. Mészáros György; Helikon, Bp., 1995
- Sabbath színháza; ford. Sóvágó Katalin; Európa, Bp., 1998
- Amerikai pasztorál; ford. Sóvágó Katalin; Európa, Bp., 1999
- Kommunistához mentem feleségül; ford. Sóvágó Katalin; Európa, Bp., 2000
- A haldokló állat; ford. Sóvágó Katalin, Európa, Bp., 2003
- Szégyenfolt; ford. Sóvágó Katalin, Európa, Bp., 2003
- Összeesküvés Amerika ellen; ford. Sóvágó Katalin, Európa, Bp., 2006
- Zuckerman. Trilógia és epilógus; ford. Balabán Péter, Nemes Anna; Európa, Bp., 2007
  - A szellem árnyékában
  - A megszabadított Zuckerman
  - Anatómialecke
  - Epilógus: a prágai orgia
- Akárki; ford. Sóvágó Katalin, Európa, Bp., 2007
- Düh; ford. Nemes Anna, Európa, Bp., 2009
- Szellem el; ford. Nemes Anna, Európa, Bp., 2009
- Kiégés; ford. Nemes Anna, Európa, Bp., 2010
- Nemezis; ford. Nemes Anna, Európa, Bp., 2011
- Ellenélet; ford. Nemes Anna, Európa, Bp., 2014
- Isten veled, Columbus; ford. Nemes Anna; 21. Század, Bp., 2019
- Engedd el, 1-2.; ford. Nemes Anna; 21. Század, Bp., 2021

## Fordítás
- Ez a szócikk részben vagy egészben  a   Philip_Roth című angol Wikipédia-szócikk fordításán alapul.  Az eredeti cikk szerkesztőit annak laptörténete sorolja fel. Ez a jelzés csupán a megfogalmazás eredetét és a szerzői jogokat jelzi, nem szolgál a cikkben szereplő információk forrásmegjelöléseként.